# Эпигоны (Эсхил)
«Эпигоны» (др.-греч. ἐπίγονοι) — трагедия древнегреческого драматурга Эсхила (первая половина V века до н. э.), посвящённая мифам беотийского цикла. Её текст утрачен за исключением двух фрагментов (фрг. 55—56 Radt).
В пьесе рассказывалось о походе на Фивы эпигонов — сыновей Семерых. Более точных данных о сюжете нет, так как от всего текста сохранились только три строки, где речь идёт о порядке торжественных возлияний:
Будь первый ковш — Зевесу в браке с Герою,

Второй — героям, хмель, с водою смешанный,

А третий — вновь для Зевса-Всеспасителя.